# Információtervezés
Az információtervezés az információ olyan módon történő bemutatásának gyakorlata, amely elősegíti az információ hatékony és eredményes megértését. A kifejezést a grafikai tervezés egy meghatározott területére használják, amely az információk, nem csak vonzó vagy művészi, de hatékony megjelenítéséhez is kapcsolódik. Az információtervezés szorosan kapcsolódik az adatmegjelenítés területéhez, és gyakran grafikai tervező tanfolyamok részeként oktatják. Az információtervezés széles körű alkalmazása, valamint a tervezési és a kommunikációs gyakorlatok más területeivel való szoros kapcsolata némi átfedést eredményezett a kommunikációtervezés, az adatmegjelenítés és az információarchitektúra definíciói között.
Per Mollerup szerint az információterv magyarázatterv. Megmagyarázza az univerzum tényeit, és tudáshoz és megalapozott cselekvéshez vezet.

## Történelem
Az „információtervezés” kifejezés multidiszciplináris tanulmányi területként jelent meg az 1970-es években. A kifejezés használata állítólag a grafikusoknál kezdődött, és az Information Design Journal 1979-es megjelenésével szilárdult meg. Később a kapcsolódó Nemzetközi Információtervezési Intézetet (IIID) 1987-ben hozták létre, az Információtervezési Egyesületet (IDA) pedig 1991-ben. 1982-ben Edward Tufte kiadott egy könyvet az információtervezésről A Visual Display of Quantitative Information címmel . Az információs grafika kifejezést általában azok használják, akik elsősorban a mennyiségi információk ábrázolásával és megjelenítésével foglalkoznak.
A műszaki kommunikációban az információtervezés egy információs struktúra létrehozására utal egy meghatározott közönségnek szóló információkészlet segítségével. Különböző méretekben hozható létre..
- Nagy léptékben magában foglalja a releváns tartalom kiválasztását, a közönség és a cél szerinti külön bontását kézikönyvekre.
- Közepes léptékben ez azt jelenti, hogy minden egyes kézikönyvben rendszerezik a tartalmat, és gondoskodnak arról, hogy áttekintések, fogalmak, példák, hivatkozások és definíciók szerepeljenek benne, és hogy a témák rendezési elveket kövessenek.
- Kis vagy részletes léptékben magában foglalja a témák logikai fejlesztését, a fontos hangsúly, az egyértelmű íráson, a navigációs nyomokon, sőt az oldal tervén, a betűtípus kiválasztásán és a szóköz használatán van.

Az információtervezés és az információarchitektúra között sok hasonlóság van. Az információtervező címet időnként grafikusok is használják, akik weboldalak készítésére szakosodtak. Az információtervező készségei, mivel a címet globálisabban alkalmazzák, közelebb áll az Egyesült Államok információs építészéhez, mivel hasonló szervezeti és szerkezeti ismeretekkel bírnak a weboldalak és a digitális médiumok tervezésében és további korlátozásokkal és funkciókkal, amelyek egy információtervezői címet érnek.
A számítástechnikában és az informatikában az „információtervezés” néha durva szinonimája (de nem feltétlenül azonos) az információs architektúrának, ami az információs rendszerek, az adatbázisok vagy az adatstruktúrák tervezésének területe. Ez a fogalom magában foglalja az adatmodellezést és a folyamatelemzést is.

## Korai példák

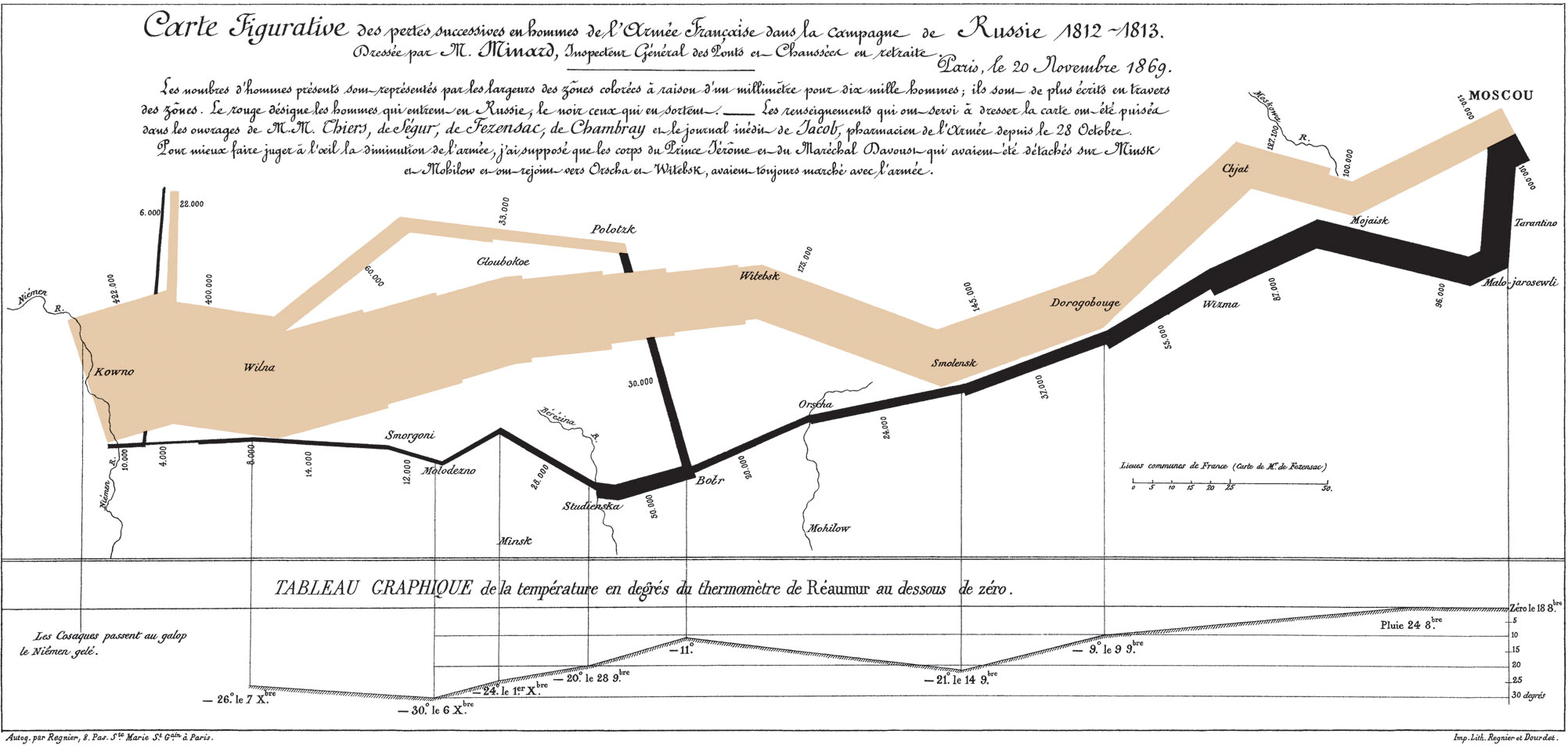
Charles Joseph Minard 1861. diagramja Napóleon márciusáról - az információs grafika korai példája

Az információtervezés kialakulása a technológia korára van datálva, de történelmi gyökerei vannak. A modern információtervezés korai példái a következő hatékony példákat tartalmazzák:
- William Playfair vonal-, sáv-, torta- és területi diagramjai Anglia kereskedelmét szemléltetik (1786 és 1801)[4] [5]
- John Snow helyszíni térképei, amelyek pontosan meghatározták az 1850-es évek halálos kolerajárványának forrását Londonban[6]
- Charles Joseph Minard 1861-es diagramja Napóleon 1812-es orosz hadjáratát ábrázolja[7]
- WEB Du Bois adatmegjelenítése a fekete-amerikaiak életéről az 1900-as világkiállításon[8]
- Neurath Ottó 1930-as évek-beli nemzetközi nyelvi térképe[9]
- Florence Nightingale információs grafikája, amely a hadsereg halálozási arányát ábrázolja[10]

A Minard-diagram bemutatja Napóleon hadseregének az 1812-1813 közötti időszakban elszenvedett veszteségeit. Hat változót ábrázolunk: a hadsereg nagysága, elhelyezkedése kétdimenziós felületen (x és y), idő, mozgásirány és hőmérséklet. Ez a többváltozós megjelenítés kétdimenziós felületen egy történetet mesél el, amelyet azonnal meg lehet ragadni, miközben azonosítja a forrásadatokat a hitelesség növelése érdekében. Edward Tufte 1983-ban ezt írta: "Lehet, hogy ez a legjobb statisztikai grafika, amit valaha rajzoltak."

## Alkalmazásai

A fogyatékkal igazított életév vizuális meghatározása

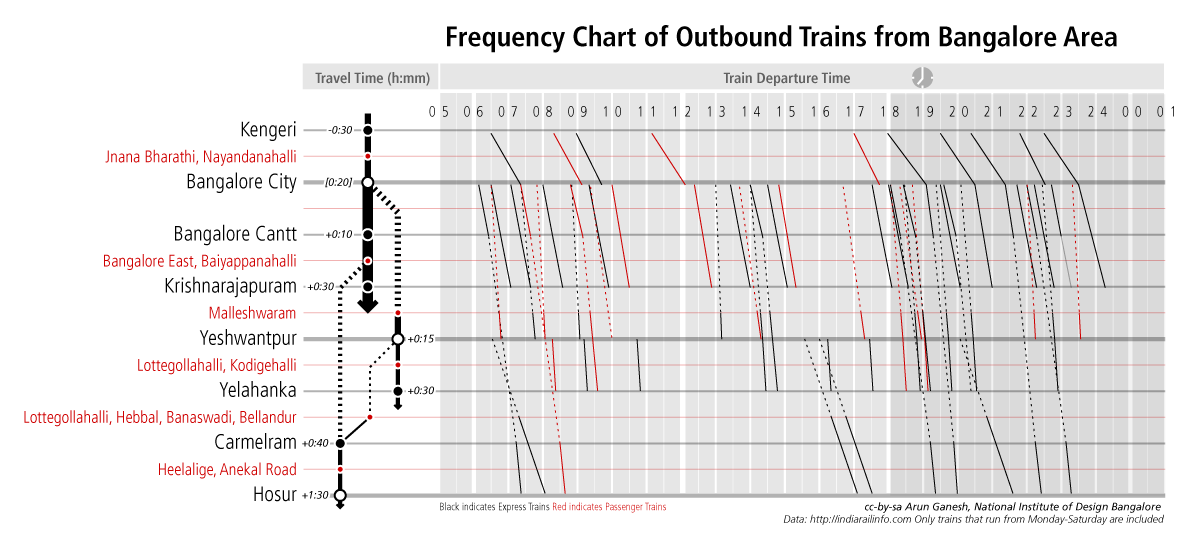
Az indiai Bangalore-ból kiinduló vonatok gyakoriságának megjelenítése. Étienne-Jules Marey munkája alapján

Az információterv használható széles közönség számára (például táblák a repülőtereken) vagy meghatározott közönségek számára (például személyre szabott telefonszámlák). Az így kapott végeredmény gyakran arra törekszik, hogy javítsa a felhasználó bizalmát egy termék iránt (például gyógyszercsomagolások, ipari gépek üzemeltetési utasításai és vészhelyzetekre vonatkozó információk). A jelek példája kiemeli az útkeresés néven ismert rést is.
A kormányok és a szabályozó hatóságok számos információtervezési kérdésben hoztak jogszabályokat, például a minimális betűméretet pénzügyi dokumentumokon, a feldolgozott élelmiszerek összetevőinek címkézését és a gyógyszerek címkézésének tesztelését. Ilyen például az USA-ban a Truth in Lending Act , amely bevezette a Schumer mezőt (a hitelkártyát igénylő személyek költségeinek tömör összefoglalása), valamint az Emberi gyógyszerek címkézési és betegtájékoztatójának olvashatóságáról szóló irányelv. Használat (Európai Bizottság, 1. változat, 2009. január 12.).
Edward Tufte professzor kifejtette, hogy az információs kijelzők felhasználói bizonyos elemzési feladatokat hajtanak végre, például összehasonlításokat végeznek vagy meghatározzák az okozati összefüggéseket. Az információs grafika tervezési elvének támogatnia kell az elemzési feladatot, bemutatva az összehasonlítást vagy az ok-okozati összefüggést.

## Egyszerűség
Az információtervezésben az egyszerűség a legnagyobb gond. A cél az egyértelműség és a megértés. Az üzenetek egyszerűsítése mennyiségi csökkentést jelenthet, de nem korlátozódik erre. Néha a több információ nagyobb egyértelműséget jelent. Emellett az egyszerűség nagyon szubjektív kérdés, és mindig az információfelhasználót szem előtt tartva kell értékelni. Az egyszerűség könnyű lehet, ha öt egyszerű lépést követ az információtervezés során:
1. Mondd el az igazat,
2. Térj a tárgyra,
3. Válaszd ki a megfelelő eszközt a munkához,
4. Emeld ki a fontosat,
5. Természetesen legyen egyszerű.

Ezek a lépések segítenek egy információtervezőnek az eredmények szűkítésében, valamint a hallgatóság elkötelezettségének fenntartásában.

## Fordítás
Ez a szócikk részben vagy egészben  az   Information design című angol Wikipédia-szócikk ezen változatának fordításán alapul.  Az eredeti cikk szerkesztőit annak laptörténete sorolja fel. Ez a jelzés csupán a megfogalmazás eredetét és a szerzői jogokat jelzi, nem szolgál a cikkben szereplő információk forrásmegjelöléseként.